# Igienismo
L'igienismo, o igiene naturale, è una pratica di vita e corrente di pensiero naturopatica rientrante nell'alveo delle terapie alternative. Come per altre medicine alternative, anche per l'igienismo non esistono prove scientifiche a supporto o cliniche di efficacia. Inoltre può risultare pericoloso perché incoraggia il digiuno prolungato e scoraggia interventi medici di comprovata efficacia.

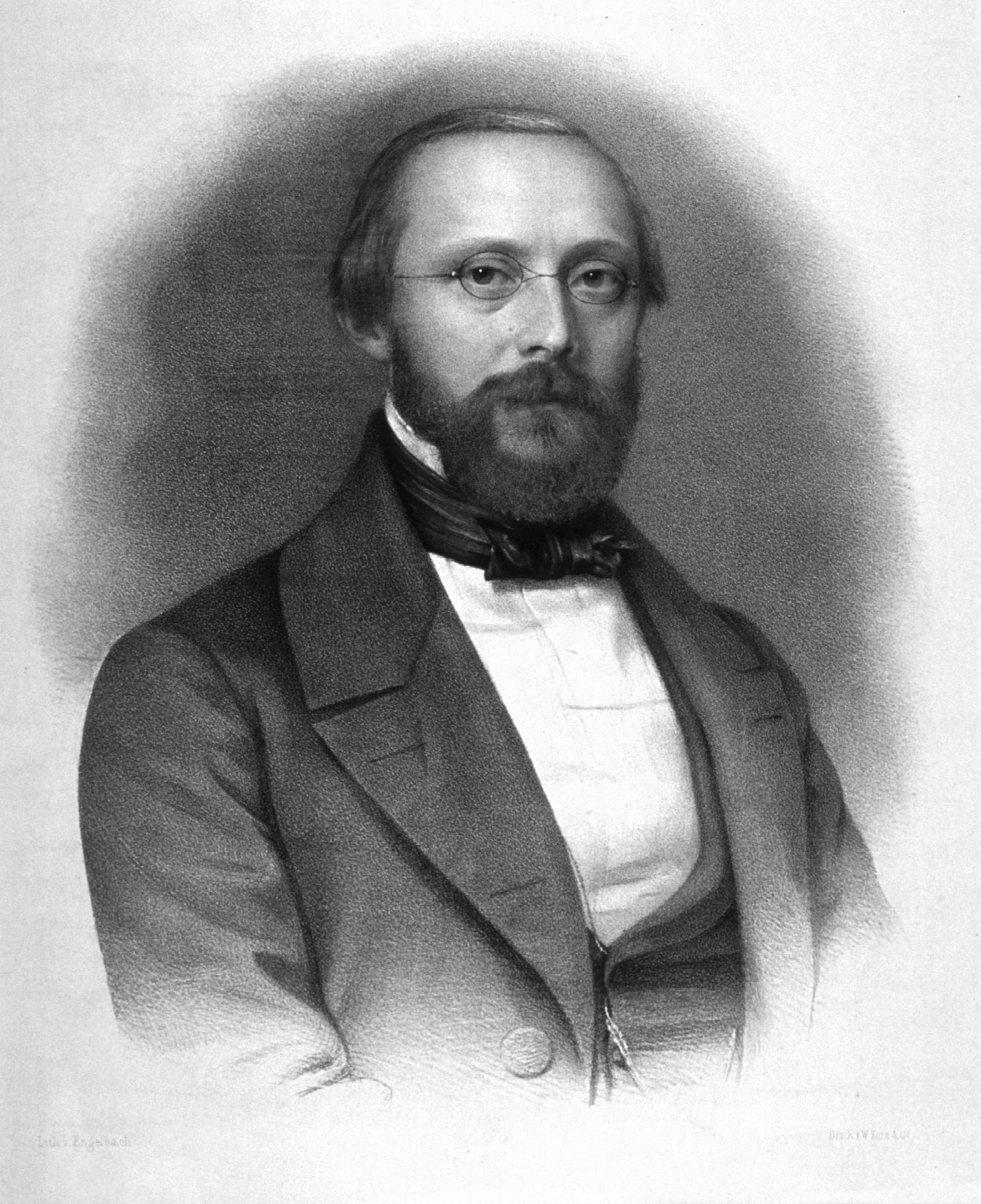
Rudolf Virchow, medico Tedesco che fu tra i fondatori dell'igienismo

## Caratteristiche
L'igienismo, o igiene naturale, afferma di volersi occupare della definizione di quelle che assume essere le condizioni naturali dell'uomo per potersi mantenere in salute o per riacquistarla quando la si perde.
Secondo tali teorie non dimostrate scientificamente, gli strumenti principali sono l'alimentazione corretta, intesa come equilibrata combinazione di alimenti, l'eliminazione di "sostanze tossiche" (secondo la definizione degli igienisti) e il digiuno.
Non è da identificare né con la macrobiotica né con la naturopatia.

## Storia
Il movimento d'igiene naturale nacque nel 1822 negli Stati Uniti. In Italia venne diffuso dall'Associazione Igienista Italiana, nata a Genova nel 1972 e dalla Società Editrice Igiene Naturale.
Tra i fondatori: Isaac Jennings, medico 1788-1874; Sylvester Graham, predicatore presbiteriano 1794-1851, e Russell Thacher Trall, medico 1812-1877, considerato il principale teorizzatore di questa disciplina.
Anche alcuni medici e studiosi dell'Ottocento, tra i quali Rudolf Virchow, Claude Bernard, e Pettenkofer, proposero alcune teorie igieniste neganti la teoria batterica.
Le sue regole furono poi definite meglio, nel XX secolo, dal lavoro di Herbert Shelton che ha fatto di tutte le conoscenze igieniste sparse allora nella letteratura scientifica un'articolata sintesi, integrata con le proprie ricerche.

## Filosofia igienista
Le teorie igieniste asseriscono che:
- Tutto è disciplinato dall'"osservanza delle leggi naturali". Di qui l'importanza di conoscere quelle che l'igienismo definisce le leggi della vita e quelle che disciplinano la specie umana in particolare.
- Nell'organizzazione della vita interna alla cellula, non ci potrebbe essere posto per il "caso". In altre parole, la teoria dei batteri, virus, o microbi, sarebbe a loro dire sbagliata (nonostante le chiare evidenze scientifiche del contrario)[4].
- L'organismo umano possiederebbe, da solo, la capacità di rimediare al disordine (la malattia) grazie alla sua capacità di auto-guarirsi, eliminando le cause che hanno originato lo squilibrio interno del nostro organismo.
- Contrariamente alla medicina tradizionale, che secondo gli igienisti si limita spesso a sopprimere i sintomi senza intervenire sulle cause profonde, l’igienismo si propone di prendersi cura dell’“organismo tutto intero”[5]. Con questa espressione si intende un approccio olistico che considera l’intero sistema biologico - cellule, organi, apparati e condizioni ambientali e di vita - come un insieme integrato e autoregolato[6]. L’obiettivo dell’igienismo è quindi più ampio della semplice eliminazione del sintomo isolato: mira a favorire l’autoguarigione e il riequilibrio naturale dell’organismo, intervenendo sulle cause che ne compromettono la salute complessiva[7].

## Precetti di base
Vi sono alcuni precetti di base che accomunano gli igienisti anche se di differenti scuole.

### Tossiemia
Secondo i sostenitori dell'igienismo, la causa di tutte le malattie sarebbe la presunta "intossicazione dell'organismo" da loro chiamata "tossiemia", eliminata la quale sarebbe, secondo loro, possibile guarire da diverse malattie. La tossiemia viene da loro soggettivamente definita come uno stato di profonda "intossicazione" che il corpo umano raggiungerebbe per non essere riuscito a eliminare convenientemente le proprie presunte  "tossine". Secondo gli igienisti, facilitandone la fuoriuscita con presunti rimedi naturali, come alimentazione corretta e digiuno, si permetterebbe il ritorno ad un ipotetico "equilibrio fisiologico".

### Il presunto ruolo del sistema nervoso
Secondo Tìlden, uno dei padri fondatori delle teorie igieniste, le funzioni organiche consistono nella secrezione, eliminazione tramite il sangue dei rifiuti dei tessuti e ricostruzione delle cellule. Se non è prodotta una "energia nervosa" sufficiente, gli organi del corpo non svolgono questi processi. Le "intossicazioni" proverrebbero solo in minima parte dall'esterno (cibo alterato o inquinamento atmosferico); secondo lui, questa condizione sarebbe provocata principalmente dalla lenta o mancata eliminazione di elementi normalmente "autoprodotti" dall'organismo stesso, a causa di un presunto mancato o non corretto funzionamento del sistema nervoso. Ciò creerebbe ritenzione nel sangue e poi accumulo negli organi e tessuti di metaboliti (detti anche tossine autogene), premessa e causa unica delle varie malattie.
La putrefazione del cibo prima dell'ingestione (presenza di ptomaine), la sua fermentazione nello stomaco, le infezioni batteriche, ma anche lo stile di vita (preoccupazioni continue, l'esposizione a caldo/freddo intenso, sforzi muscolari prolungati) sono solo concause delle malattie in quanto impegnano l'energia nervosa in attività diverse dai processi vitali di eliminazione delle tossine, rallentando quest'ultimo. Un corpo, perché indebolito e/o perché la maggiore domanda è stabile, non riesce a produrre energia a sufficienza per fare fronte alla maggiore richiesta dell'organismo. Secondo lui, se il sistema nervoso era il principale responsabile della ipotetica tossiemia, ne conseguiva che solo guarendo questo l'individuo poteva rimanere stabilmente in salute, anche se dall'"esterno" fossero continuate ad arrivare le presunte "tossine".

### Il presunto ruolo del digiuno
Secondo gli igienisti, nel contesto della loro "terapia", il digiuno intensificherebbe il presunto lavoro di disintossicazione, incrementando l'azione degli emuntori e rendendo possibile l'autolisi, dalla quale conseguirebbe la presunta distruzione degli eventuali accumuli patogeni e delle cellule degenerate: in questo modo il digiuno, secondo l'igienismo, potenzierebbe il processo di autoguarigione del corpo.

### Il presunto ruolo della dieta
Gli igienisti propongono sulla base delle loro ipotesi una serie di suggerimenti dietetici. Tra i consigli, come afferma Albert Mosséri: "Gli igienisti hanno sempre considerato il regime puramente vegetariano come ideale. Noi riconosciamo che è possibile conservare una salute abbastanza buona mangiando carne al massimo due volte la settimana. Senza dubbio è assai meglio abolirla completamente".

### Il presunto ruolo del riposo
Un altro pilastro del processo di autoguarigione secondo l'igienismo sarebbe il riposo inteso come astensione dall'attività fisica, mentale, emozionale. Anch'esso consentirebbe all'organismo di disporre di più energia da destinare alla riparazione dei tessuti malati o danneggiati.